# District (Parijs)
De districten van Parijs waren een kortstondige bestuurlijke indeling van Parijs aan het begin van de Franse Revolutie (1789-1790). Ze hadden voornamelijk een electorale, fiscale en militaire finaliteit.
Kort voor het begin van de revolutie had Parijs een oppervlakte van 3.440 hectare binnen de Muur van de Belastingpachters. Met het oog op de verkiezing van de Staten-Generaal in 1789 liet minister Necker de 21 oude wijken hertekenen tot 16 wijken, die verder waren onderverdeeld in 60 districten. Behalve als kieskring dienden deze territoria ook voor de rekrutering van 60 bataljons van de Nationale Garde. De districtsnamen waren voornamelijk ontleend aan kerken en religieuze instellingen.
Nauwelijks een jaar later maakten deze voorlopige structuren plaats voor 48 secties. Tegenwoordig worden de stadsdelen van Parijs arrondissementen genoemd.

## Voetnoten
1. ↑  Loi des 21 mai = 27 juin 1790 concernant l'organisation de la municipalité de Paris. Gearchiveerd op 14 september 2021.